# II wojna kappelska

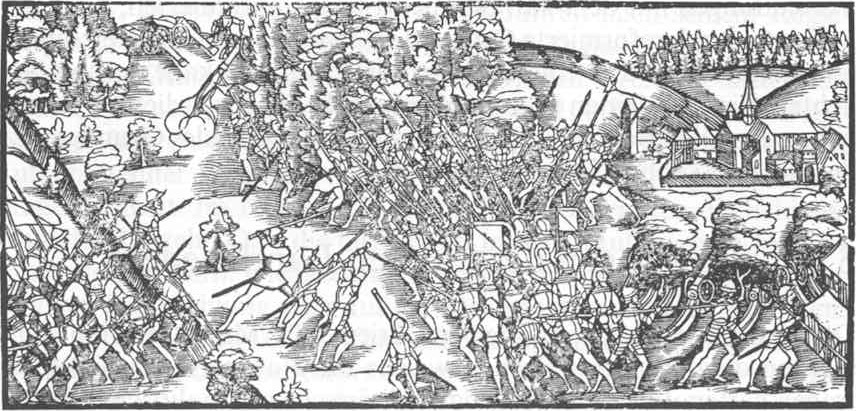
Druga wojna kappelska

II wojna kappelska – konflikt pomiędzy kantonami katolickimi a protestanckimi w Szwajcarii w 1531 roku.
Do I wojny doszło w 1529 roku. Wojska protestanckie zajęły szereg miejscowości w Argowii. Siły obu walczących stron nie chciały jednak za bardzo walczyć ze sobą, o czym świadczy fakt częstego bratania się żołnierzy obu armii. 26 czerwca doszło zatem do zawarcia pokoju kończącego I wojnę kappelską, w wyniku którego postanowiono, że na terenach wspólnej władzy, miejscowe władze decydować będą o wyznaniu ich mieszkańców.
Pierwszy pokój kappelski pozwalał więc formalnie na ekspansję reformacji, jednak nie rozwiał on wszystkich obaw Zwingliego i Zurychu. Obawiali się oni zbrojnego wystąpienia cesarza Karola V i jego brata Ferdynanda przeciw protestantom niemieckim i szwajcarskim i szykowali koalicję z landgrafami z Hesji i Bazylei. Uważając pięć kantonów katolickich za prawdopodobnych sprzymierzeńców obu władców w takim przedsięwzięciu, postanowili jak najprędzej pozbyć się potencjalnego zagrożenia. Odmowa udziału katolickich kantonów w lokalnej wojnie sprzymierzonej Gryzonii z kasztelanem Musso na jeziorze Como w marcu i kwietniu 1531 roku zdawała się potwierdzać teorię Zwingliego. Zwingliemu nie powiódł się plan stworzenia wielkiego przymierza przeciwko Habsburgom z protestantami niemieckimi, a nawet z Francją, Wenecją i Mediolanem.
Z początkiem 1531 roku Zwingli zwrócił się do władz pięciu kantonów katolickich z żądaniem zezwolenia na swobodne wyznawanie kultu reformowanego na ich terenie. Żądanie to zostało potraktowane jako mieszanie się w sprawy wewnętrzne tych kantonów, niezgodne z wcześniejszymi ustaleniami i w związku z tym odrzucone. W tej sytuacji Zurych zaczął naciskać na Berno, by wspólnie z nim podjęło interwencję militarną. Berno odmówiło, jednak w maju 1531 roku obydwa kantony wprowadziły embargo żywnościowe przeciwko pięciu kantonom katolickim. Obejmowało ono wszystkie zboża (należy podkreślić, że z powodu wcześniejszego nieurodzaju również kantony protestanckie borykały się z brakiem żywności i drożyzną) oraz sól.
Blokada nie odniosła zamierzonego skutku i kantony katolickie nie uległy żądaniom. Na początku października władze Berna jednostronnie zniosły embargo, co doprowadziło do powstania napięcia między dwoma głównymi sojusznikami protestanckimi. Katolickie kantony postanowiły to wykorzystać. W kilka dni później zgrupowały swoje oddziały na granicy kantonu Zug koło Kappel am Albis.
W tzw. II wojnie kappelskiej kantony katolickie dysponowały (według różnych źródeł) 7000–8000 ludzi. Protestanci dysponowali siłami zaledwie 1200–2000 ludzi z Zurychu pod dowództwem Huldrycha Zwingliego – reformatora zuryskiego i twórcy szwajcarskiego protestantyzmu. Katolickie kantony atakując jako pierwsze wygrały w dniu 11 października bitwę pod Kappel, w której zginął Zwingli.
Bitwa pod Kappel am Albis nie oznaczała jednak końca wojny. Berno i inne kantony protestanckie ruszyły Zurychowi ze zbrojną pomocą. Pomiędzy 15 a 21 października armia reformowanych przemieściła się w górę doliny rzeki Reuss. Oddziały katolickie, nieco mniej liczne, wycofały się w kierunku na Zugerberg. W nocy z 23 na 24 października trzon wojsk protestanckich, liczący około 5000 ludzi, został zaatakowany przez ekspedycję pięciu kantonów katolickich. Ta tzw. Bitwa na wzgórzu Gubel zakończyła się również przegraną protestantów.
Stało się to wkrótce powodem do zawarcia tzw. drugiego pokoju kappelskiego, kończącego stan wojny pomiędzy protestantami a katolikami. Został on podpisany 20 listopada 1531 roku w Deinikon niedaleko Baar. Był on niekorzystny dla protestantów. Antycypując zasadę cuius regio, eius religio, wprowadzoną później w postanowieniach pokoju augsburskiego (1555 r.), zapisy drugiego pokoju kappelskiego upoważniły wszystkie kantony do określenia wyznania swoich obywateli i poddanych, dając jednak pierwszeństwo katolicyzmowi w okręgach o ludności mieszanej i ustalając, że ewentualne zmiany mogą być dokonywane wyłącznie na rzecz katolicyzmu; zapewniono też prawną ochronę wyznania katolickiego na obszarach, na których stanowiło ono mniejszość.
Od czasu wojen kappelskich geografia wyznaniowa Szwajcarii (nie licząc jej francuskojęzycznej zachodniej części) prawie nie uległa już zmianom do naszych czasów. Jednak polityczna przepaść, jaka utrwaliła się między dwoma obozami wyznaniowymi po tych wojnach, trwała aż do XVIII wieku, podsycana coraz to nowymi sporami. Czyniła ona bardzo trudną jakąkolwiek wspólną działalność kantonów w zakresie polityki zewnętrznej i skutecznie hamowała wewnętrzny rozwój Konfederacji.